# جو أليه
جوانا أيلا أليه منزم (ولدت في 15 مايو 1986) هي بحارة نيوزيلندية. هي بطلة وطنية، وبطلة عالمية سابقة، وميدالية ذهبية أولمبية. يتنافس أليه في الزورق المكون من امرأتين 470، وهو زورق تسويح أحادي اليد ذو لوح مركزي، ومنصة برمودا، وأغطية مركزية وطول إجمالي يبلغ 4.70 متر.